# Leonore Ackermann
Leonore Ackermann (* 27. März 1936 in Dresden) ist eine deutsche Politikerin (Bündnis 90/Die Grünen) und war Mitglied des Sächsischen Landtages.

## Leben
Leonore Ackermann wurde 1936 in Dresden geboren und besuchte dort von 1950 bis 1954 die Oberschule, die sie mit dem Abitur beendete. Ab 1954 studierte sie an der TH Dresden Architektur; sie machte 1960 ihr Diplom in der Fachrichtung Städtebau. Im Anschluss daran war sie in einem Projektierungsbüro in Berlin tätig. Nach einer zehnjährigen Familienphase absolvierte Ackermann ein Zusatzstudium an der TU Dresden in Garten- und Landschaftsarchitektur, welches sie 1977 mit Teilabschlüssen beendete. Danach war sie an der TU in einem Projekt des gleichen Fachbereichs tätig. 1990 wurde sie als freie Architektin zugelassen.
Leonore Ackermann ist verheiratet und hat drei Kinder. Sie lebt in Groß Upahl, Mecklenburg-Vorpommern.

## Politik
Von 1965 bis 1978 war sie Leiterin des Elternaktivs der Schule Cossebaude und ab 1975 auch Vorsitzende der Ortsgruppe des Kulturbundes Cossebaude. Ab Mai 1990 war sie Abgeordnete der neu geschaffenen Gemeindevertretung. Im Oktober desselben Jahres wurde sie für das Neue Forum in den sächsischen Landtag gewählt. Nach dem Zusammenschluss mit den Grünen 1993 war sie Abgeordnete für Bündnis 90/Die Grünen und war die kulturpolitische Sprecherin ihrer Fraktion. Mit dem Ende der ersten Wahlperiode 1994 schied sie aus dem Landtag aus.
1991 war sie als Vorsitzende des Ausschusses für Kultur und Medien maßgeblich an der Entstehung der neuen Sächsischen Rundfunkordnung beteiligt. Als das bekannte Jugendradio DT64 1992 abgeschaltet werden sollte, engagierte sich Ackermann dagegen und griff den damals amtierenden Ministerpräsidenten Kurt Biedenkopf scharf an. Unter anderem bezichtigte sie ihn des Wortbruchs.